# Vansbro (stacja kolejowa)
Vansbro (szwedzki: Vansbro station) – stacja kolejowa w Vansbro, w regionie Dalarna, w Szwecji. Stacja została wybudowana w 1899 roku, wraz z Inlandsbanan (potem MVJ), a do 1934 roku była również stacją końcową dla pociągów SWB. reprezentacyjny budynek dworca wybudowano uznając Vansbro za centrum regionu Dalarna. 1934 zbudowano nową linię kolejową do Malung, a następny wydłużono linię do Särna przez Sälen. Vansbro stało się węzłem kolejowym, z którego można było pojechać pociągiem w czterech kierunkach.
W 1969 zamknięto dla ruchu pasażerskiego Inlandsbanan, a w latach 1973-74 rozebrano linię z Malung do Särna.

## Linie kolejowe
- Västerdalsbanan
- Inlandsbanan